# Терм (единица измерения)
Терм (от англ. therm) — единица измерения тепловой энергии, равная 100 000 BTU. Популярна в Европе на рынке газа, так как примерно эквивалентна теплу, образующемуся при сжигании 100 кубических футов (2,74 кубометра) природного газа.

## Определение
Поскольку определения BTU слегка отличаются в зависимости от страны, то же самое происходит и с термом:
- Терм (ЕС, также используется инженерами в США) ≡ 100 000 BTUIT[1]

= 105 506 000 джоулей
≈ 29,3072222 киловатт-часа
- Терм (США) ≡ 100 000 BTU59°F[2]

= 105 480 400 джоулей
≈ 29,3001111 киловатт-часа
- Терм (Великобритания) = 105 505 585,257348 джоулей[3]

≈ 29,307 киловатт-часа

## Цены на природный газ
Основное использование единицы — при котировке оптовых цен на топливо (как правило, на англо-американских рынках), в основном, газа. Одна тысяча кубических метров природного газа содержит около 360 термов.
Газовые счётчики измеряют объём газа; поэтому газовые компании используют коэффициент пересчёта объёма в теплотворную способность; размерность такого коэффициента в англоязычных странах обычно терм/Ccf (100 кубических футов). Этот коэффициент зависит от состава углеводородов в газе: повышенная концентрация этана, пропана или бутана приводит к более высокому коэффициенту, а загрязнители (например, азот или углекислый газ) — к более низкому. Объём газа при этом измеряется в нормальных условиях.
В розницу обычно газ продаётся в других единицах:
- кубометр в России;
- 100 кубических футов (Ccf) в США;
- киловатт-час в Великобритании.

## Не путать
Существует также единица измерения энергии термия, которая соответствует количеству тепла, необходимому для разогрева одной тонны воды на 1 °C, или 1000 килокалорий, 4,1868 МДж, 3968,3 BTU.